# イストラ (モスクワ州)
座標: 北緯55度55分 東経36度52分 / 北緯55.917度 東経36.867度

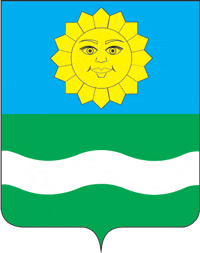
イストラの市章

イストラ（イーストラ、ロシア語: И́стра、ラテン文字表記の例: Istra）は、ロシアのモスクワ州にある都市。人口は3万7474人（2021年） 。首都モスクワの56キロメートル西に位置し、モスクワとリガを結ぶ鉄道や道路が通る。モスクワ川の支流・イストラ川に沿う。

## 歴史

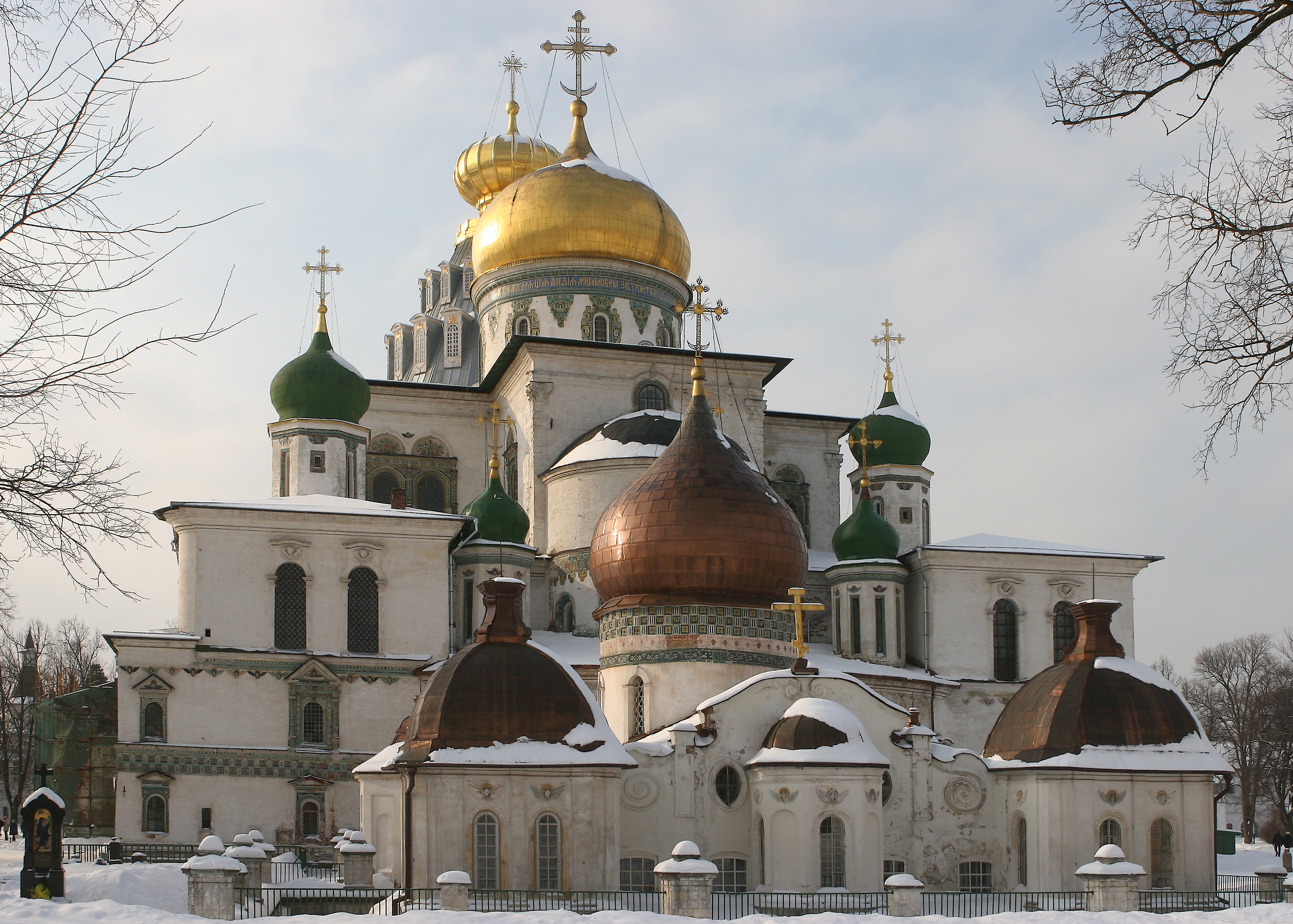
ノヴォ・イェルサリムスキー修道院

1589年にヴォスクレセンスコエという村の名が記録に登場するが、1781年にヴォスクレセンスク（Воскресе́нск）の名で市となり、郡の中心地となった。ソ連時代の1930年、市を流れるイストラ川にちなんでイストラと改名した。
独ソ戦のモスクワの戦いでは、1941年の11月から12月にかけて短期間ドイツ軍に占領され、戦闘で町並みや旧跡は大損害を受けた。戦後にイストラは歴史に配慮した市街地再建を進めた。高電圧研究所が建てられ、電力研究の中心地となっている。

## 文化

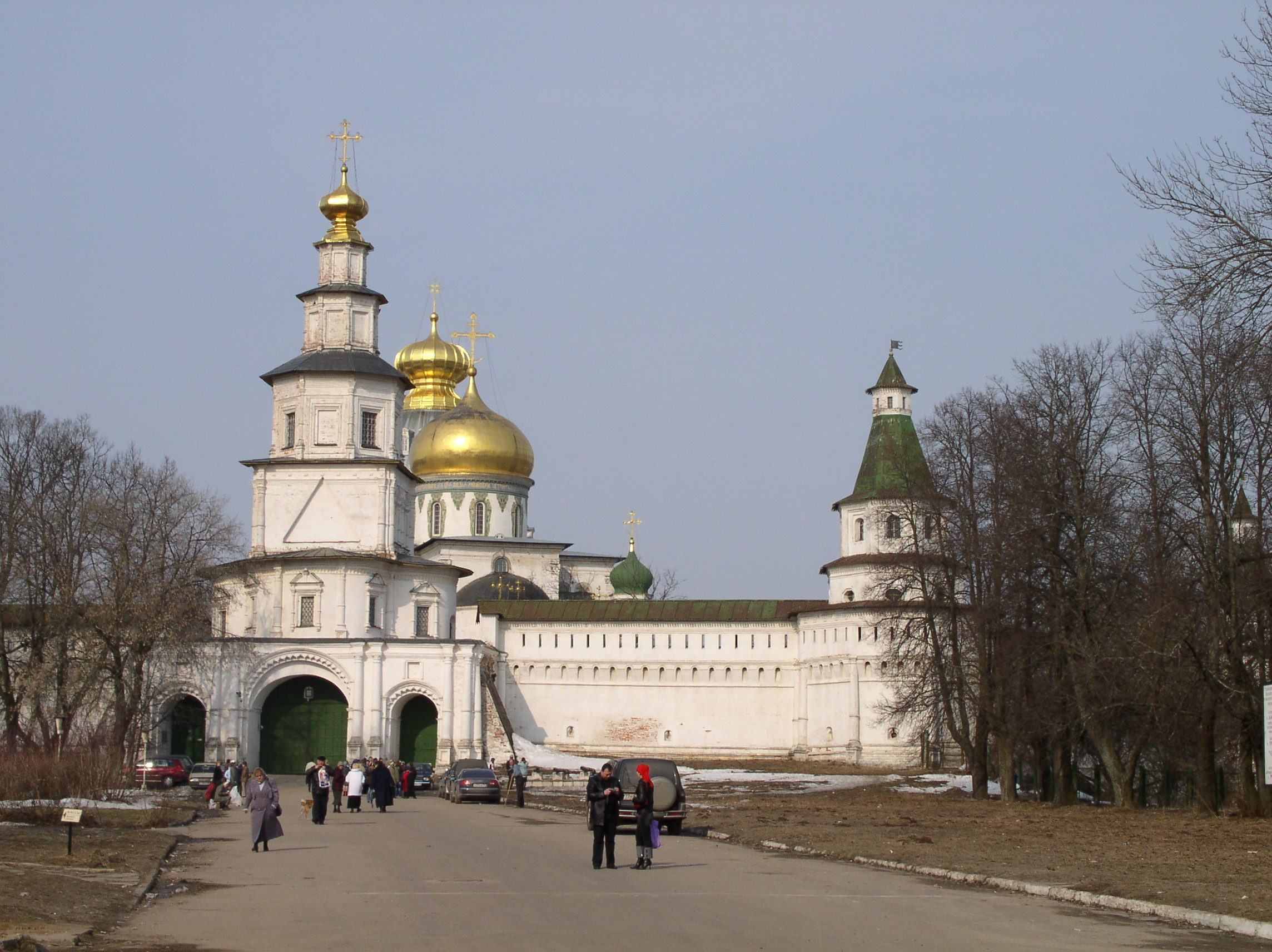
ノヴォイェルサリムスキー修道院

イストラの主な見所は、1656年にモスクワ総主教ニーコンが建てたノヴォイェルサリムスキー修道院（「新エルサレム修道院」、ヴォスクレセンスキー修道院、Воскресенский Новоиерусалимский Mужской Mонастырь）である。十月革命後の1918年に閉鎖され、1920年以来、独ソ戦で破壊・略奪され閉鎖されていた時期を除いて、博物館として利用されてきたが、ソビエト連邦の崩壊後の1990年代に修道院として再開した。17世紀の聖堂建築や宗教美術が残っている。
アントン・チェーホフは、兄弟のイヴァンがこの地で教師を務めていたこともあり、しばしばイストラとその周辺で執筆を行い、その旧宅もイストラにあった。

## 産業・交通
電力や軍事関係の大きな研究機関があるほかは、大きな産業はイストラにはなく、食品工業や家具製造業、繊維業などがいくつかあるのみである。周囲は農村地帯となっている。また、修道院を中心とする観光業が大きな役割を占めている。
イストラにはM9幹線道路が通るほか、モスクワからリガに向かう鉄道も通る。

## 姉妹都市
- バート・オルブ, ドイツ
- ジュルチュリ, ロシア
- ペトリチ, ブルガリア
- ピンスク, ベラルーシ
- ラコブニーク, チェコ